# Дитрихштейн, Франц Иосиф фон
Франц Иосиф фон Дитрихштейн (нем. Franz Joseph von Dietrichstein; 28 января 1767, Вена — 8 июля 1854, Вена) — князь цу Никольсбург, граф Просскау и Лесли, генерал.

## Биография
Происходил из древнего аристократического рода Дитрихштейнов, известного с X века и получившего 24 марта 1631 года титул князей Священной Римской империи. Сын князя Карла Иоганна Батиста фон Дитрихштейн-Проскау-Лесли (нем., 1728—1808) и графини Марии Кристины фон Тун и Гогенштейн (1738—1788). Крестник будущего императора Иосифа II и императрица Марии-Терезы.
Под началом генерала Лаудона принял участие в компании против турок, а потом и в войне Первой коалиции против французов. За взятие французской крепости Валансьен в 1793 году Франц Иосиф был награждён орденом Марии Терезии, в 1796 году получил чин генерал-майора.
В 1796 году перешёл на военно-дипломатическую службу и был послом в Берлине, а затем в Санкт-Петербурге, где заключил союзный договор с Россией против Франции. В 1800 году уполномоченный в Парсдорфе.
В кампанию 1809 года действовал в Галиции. После окончания Наполеоновских войн вышел в отставку. В 1815 году назначен обер-гофмейстером и управителем герцогства Рейхштадтского.
18 августа 1825 года получил титул светлейшего князя. После отошёл от императорского двора и занялся делами своего микуловского имения, перестроил сгоревший храм св. Анны в усыпальницу рода Дитрихштейнов. В 1854 году похоронен в Вене на кладбище св. Марка, так как за свою заботу о бедных слоях населения был провозглашён почётным гражданином Вены.

## Семья
Жена (с 16.07.1797) — графиня Александра Андреевна Шувалова (1775—1847), фрейлина двора (1792), дочь графа Андрея Петровича Шувалова. После замужества жила в Вене, откуда каждую зиму ездила в Рим. Была одной из первых русских, перешедших в католичество. Брак не был счастливым, князь имел связи на стороне, и отношения супругов не выходили за рамки светских приличий. Сын:
- Иосиф Франц[англ.] (1798—1858), 9-й князь фон Дитрихштейн.

## Комментарии
1. ↑  Брат — Мориц Иосиф Иоанн (19.2.1775, Вена — 27.8.1864, там же), князь цу Никольсбург, граф цу Просскау и Лесли, генерал. Службу начал в 1791 году унтер-лейтенантом пехоты. В 1798—1805 годах был адъютантом генерала К. Мака. После разгрома Мака (1805) покинул службу. В 1815 году назначен обер-гофмейстером и управителем герцогства Рейхштадтского.